# Carlos Be
Carlos Be (* 1974, Vilanova i la Geltrú, Španělsko) je španělský spisovatel, dramatik a divadelní režisér.

## Dílo
Vydal, mezi jiným, divadelní hry La caja Pilcik (oceněnou Premio Serantes 2008), Origami (oceněnou Premi Born 2006), La extraordinaria muerte de Ulrike M. (finalista soutěže o cenu Premio Casa de América – Festival Escena Contemporánea de Dramaturgia Innovadora 2005) a Noel Road 25: a genius like us (oceněnou Premio Caja España 2001), dále román Tantos nombres olvidados (2001).
Uvedl hry La caja Pilcik (Serantes Kultur Aretoa; Serantes, 2009), Steak tartare (Sala Tis; Madrid, 2009), My favorite things (Nau Ivanow; Barcelona, 2009), Achicorias (Obrador de la Sala Beckett; Barcelona, 2007), Noel Road 25 (Obrador de la Sala Beckett; Barcelona, 2005), Enemigos (Institut del Teatre; Barcelona, 2004) a Eloísa y el domador de mariposas (Teatre Artenbrut; Barcelona, 2003).

## Světová premiéra v Česku
Origami. 2010: Premiéra, navíc v autorské režii, na scéně Divadla Ungelt. Jednotlivé postavy interpretují: Klaudie – Vilma Cibulková, Aldo – Pavel Batěk, Dora – Helena Dvořáková, Lenzo – Vojtěch Kotek. Překlad z katalánštiny (oceněn v soutěži Jiřího Levého): Eva Hlávková.
10. dubna 2018 proběhla ve Werichově vile také světová premiéra monodramatu Margaritě... Inscenace je uváděna pod hlavičkou uměleckého souboru OLDstars a v hlavní a jediné roli se pravidelně objevuje Ljuba Krbová.